# Шокан Алімбаєв
Шокан Казбаевич Алимбаев (6 червня 1941, ст. Асса, Казахстан — 1989) — казахський радянський письменник-фантаст.

## Біографія
Народився в 1941 році на станції Аса (Джамбульський район Казахстану). Працював дезинсектором в районній лікарні. Закінчив факультет журналістики Казахського університету. Працював в редакціях газет, видавництві «Жазушы», на кіностудії. Член Спілки письменників СРСР.
Помер в кінці 1989 року[джерело не вказане 4692 дні].

## Творчість
Перша науково-фантастична публікація — оповідання «Останній пацієнт» (1964). Науково-фантастичні твори Алимбаева присвячені дослідженню проблеми геніальності та виявлення матеріальної субстанції геніальності — особливої хімічної речовини: розповідь «Альфа геніальності» (1967), повість «Субстанція геніальності» (1967), роман «Формула геніальності» (1983).

## Публікації
- Алимбаев А. Последний пациент: НФ рассказ // Простор. — 1964. — № 3. — С. 50-54. Алимбаев А. Альфа гениальности: Рассказы и НФ повесть. — Алма-Ата: Жазушы, 1967. — С. 72. — 100 000 экз. Алимбаев А. Формула гениальности: НФ роман. — Алма-Ата: Жалын, 1983. — С. 288. — 50 000 экз.